# San Millán (Álava)
San Millán (baskisch Donemiliaga; offiziell San Millán/Donemiliaga) ist eine 720 Einwohner (Stand: 2024) zählende nordspanische Gemeinde in der Provinz Álava im Baskenland. Zu der Gemeinde gehören neben dem Hauptort Ordoñana (Erdoñana) die Ortschaften Adana, Axpuru, Txintxetru, Eguílaz/Egilatz, Galarreta, Luzuriaga, Mezkia, Munain, Narbaiza mit Barria, Okariz, Ordoñana/Erdoñana, Durruma/San Román de San Millán, Ullíbarri-Jáuregui/Uribarri-Jauregi, Bikuña/Vicuña und Zuazo de San Millán/Zuhatzu Donemiliaga.

## Lage und Klima
San Millán/Donemiliaga liegt in einer Höhe von ca. 600 m und etwa 22 Kilometer östlich von der Provinzhauptstadt Vitoria-Gasteiz. Durch die Gemeinde fließen die Flüsse Zadorra und Barrundia. Als Verkehrsweg führt die Autovía A-1. Das Klima ist gemäßigt bis warm.

## Bevölkerungsentwicklung
| Jahr      | 1970 | 1981 | 1991 | 2001 | 2011 | 2021 |
| Einwohner | 1160 | 829  | 685  | 712  | 725  | 716  |

## Sehenswürdigkeiten
Axpuru
- Kirche Johannes der Täufer

Barria
- Zisterzienserinnenkloster Santa María de Barria, 2012 geschlossen, heute Jugendherberge

Galarreta
- Kirche Mariä Himmelfahrt

Narbaiza
- Stephanuskirche

Okariz
- Kirche Mariä Himmelfahrt

Ordoñana/Erdoñana
- Kirche Mariä Himmelfahrt

Durruma/San Román de San Millán
- Kirche San Román

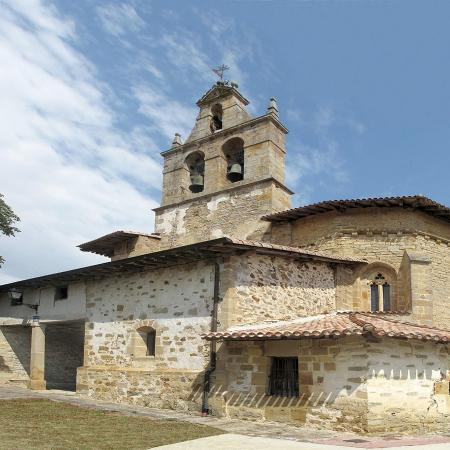
Kirche Johannes der Täufer in Axpuru
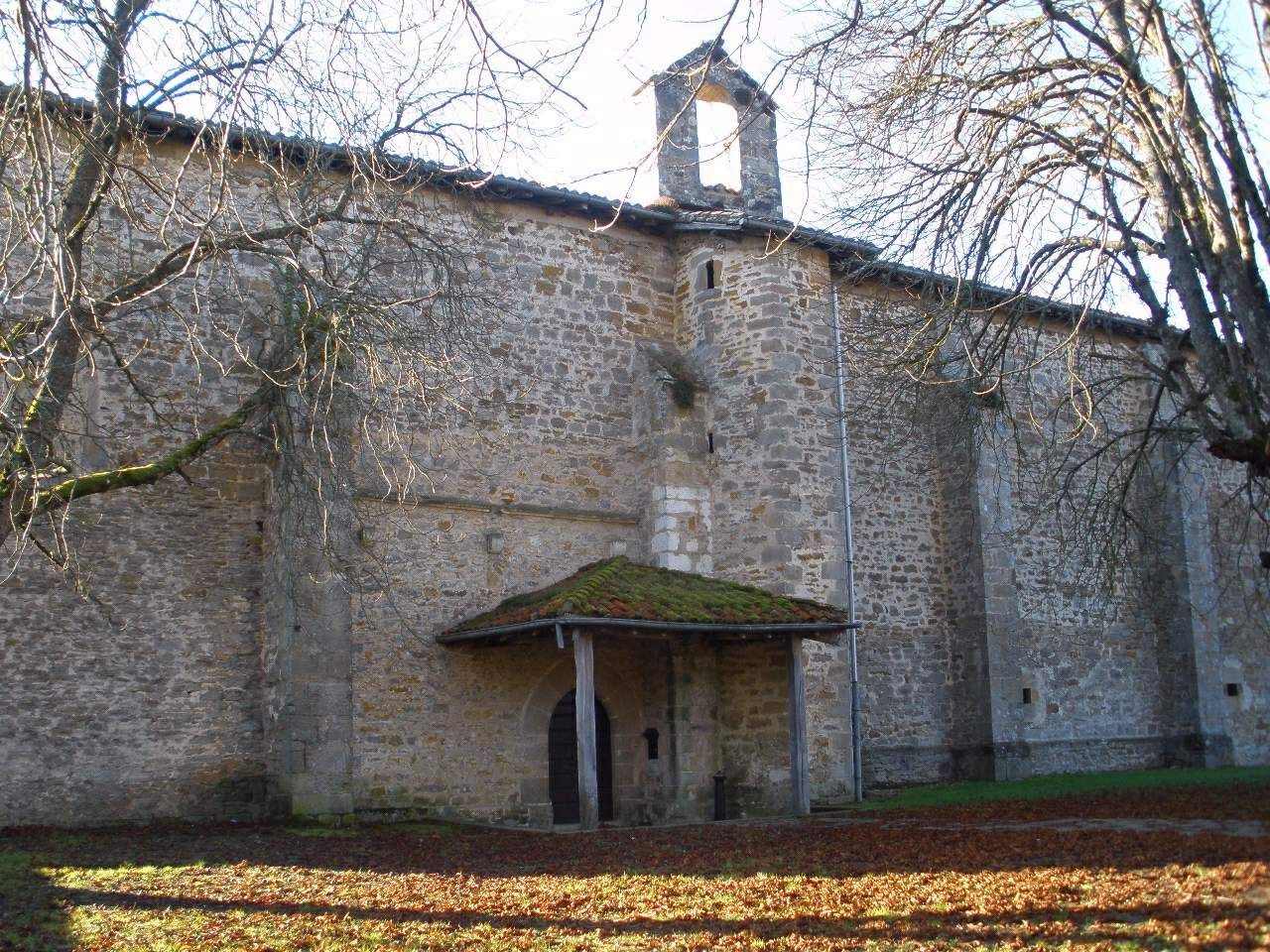
Zisterzienserinnenkloster Barria
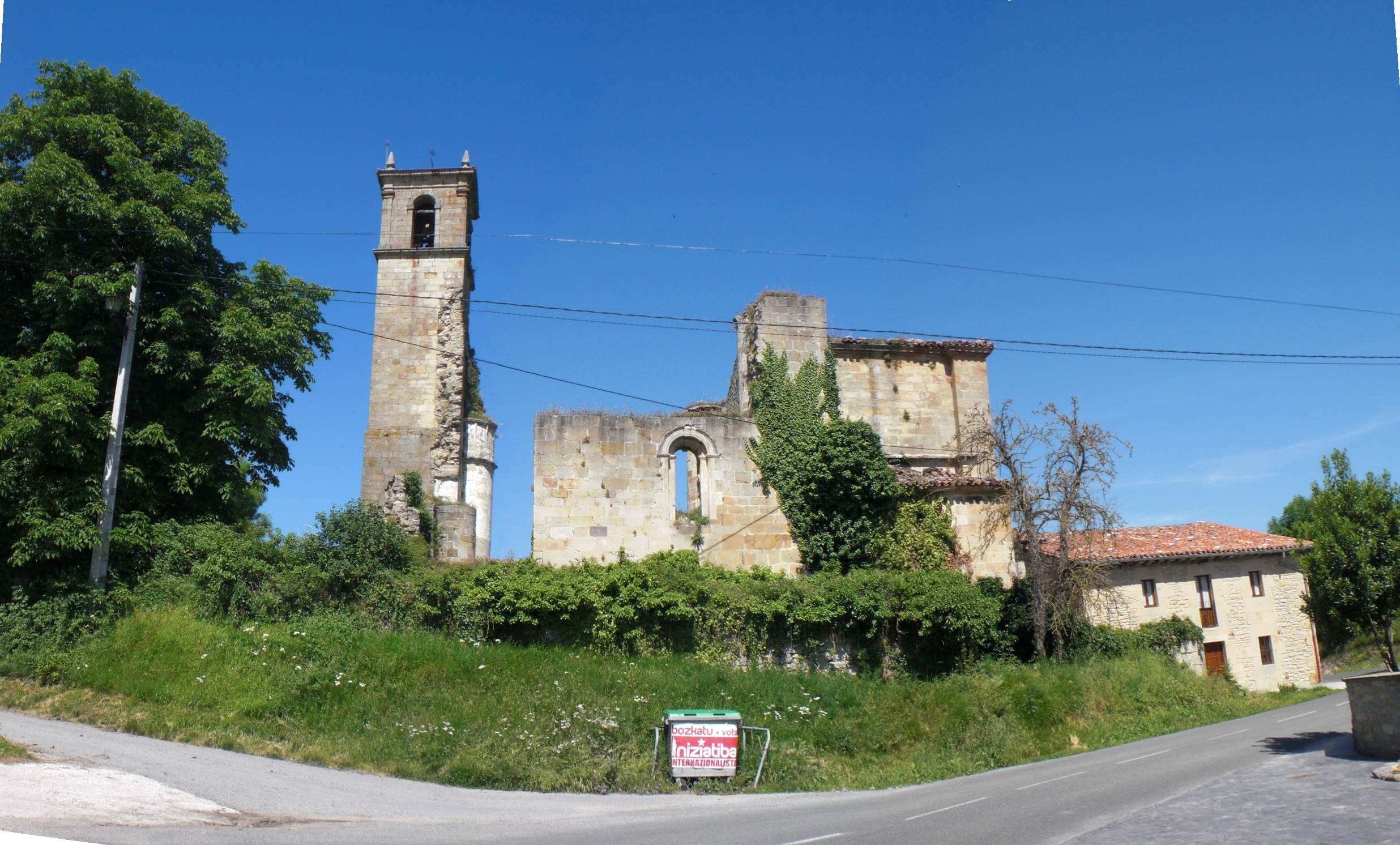
Kirche Mariä Himmelfahrt in Galarreta
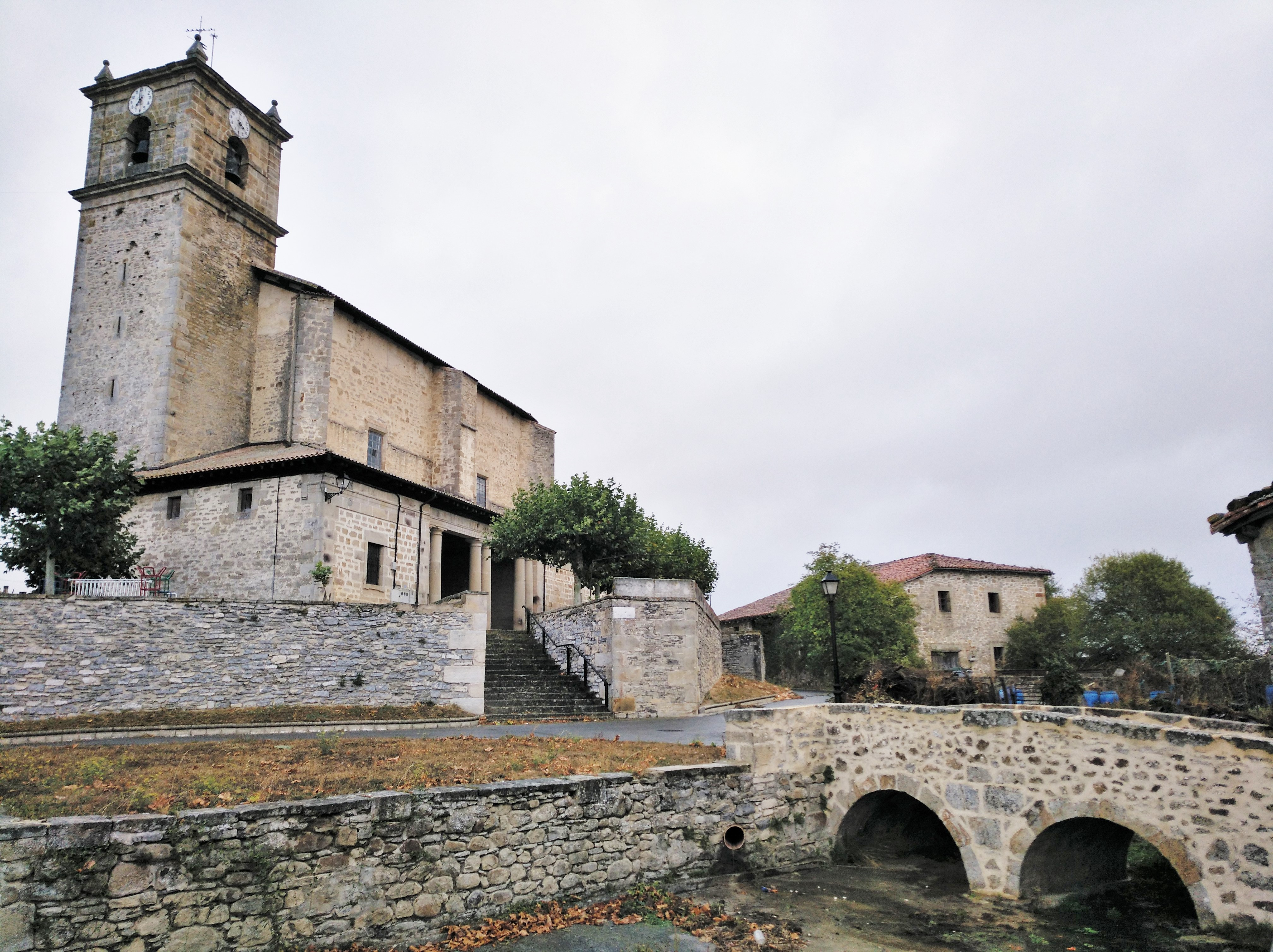
Stephanuskirche in Narbaiza
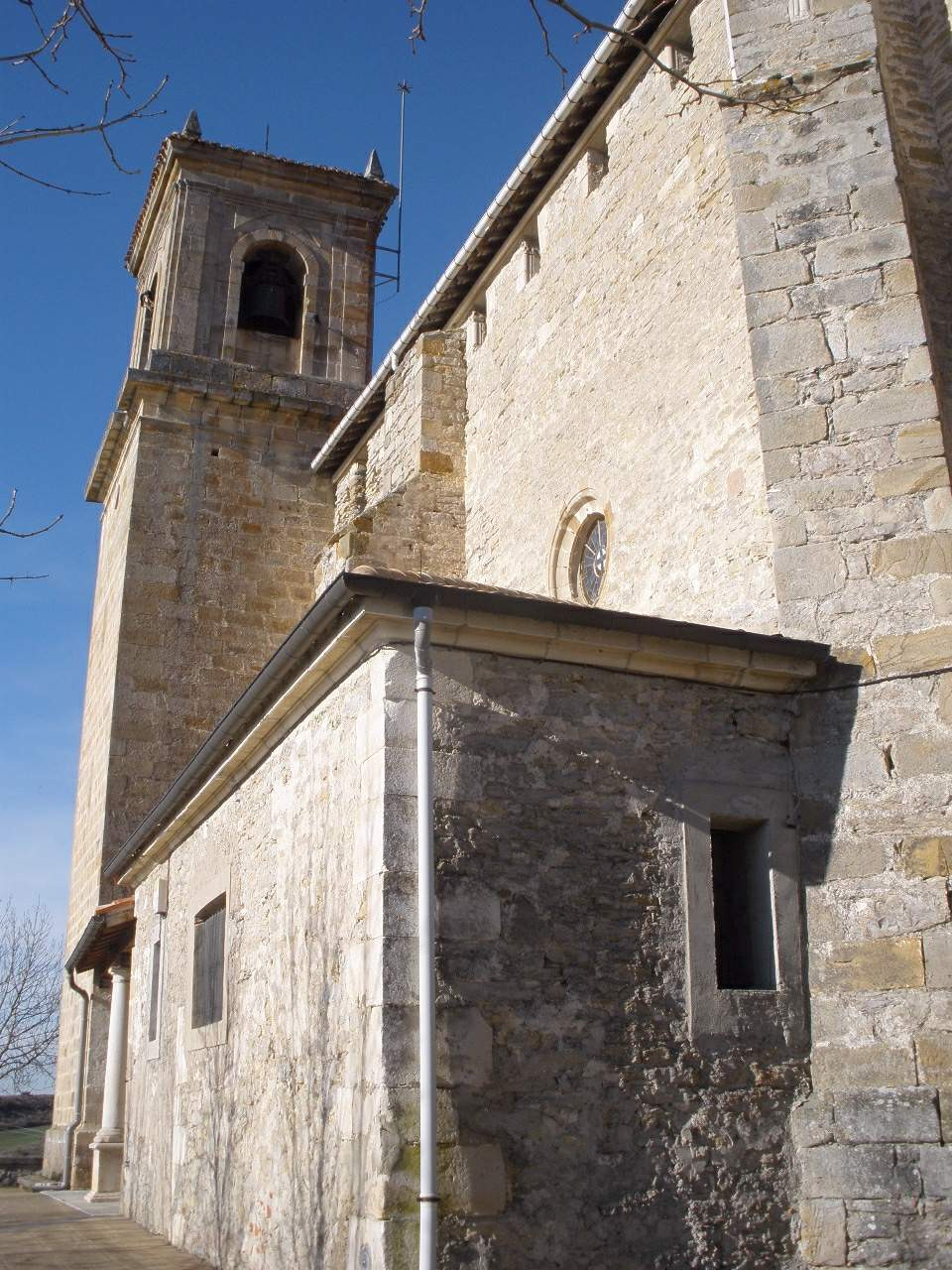
Kirche Mariä Himmelfahrt in Ordoñana/Erdoñana
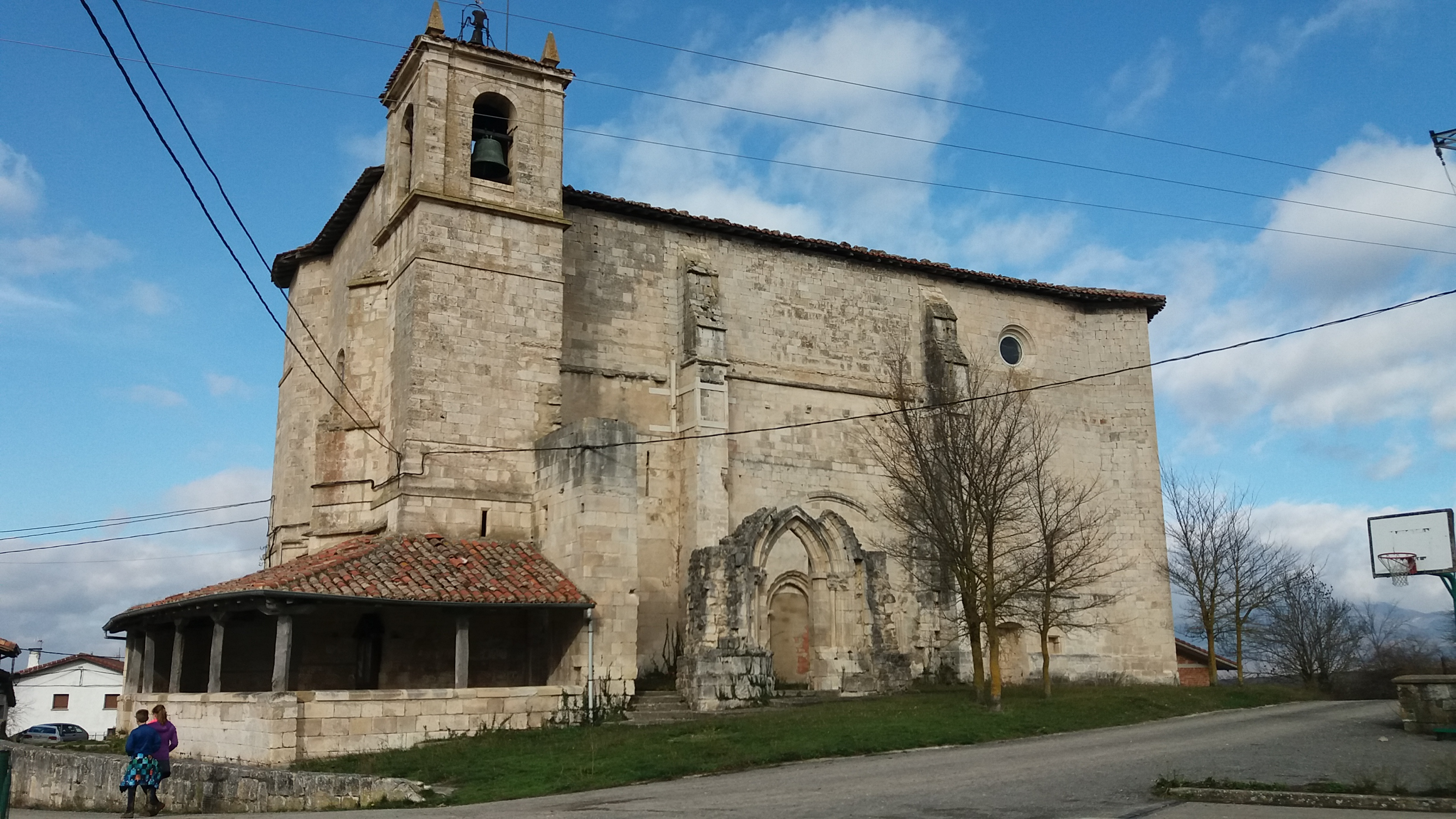
Kirche Mariä Himmelfahrt in Okariz
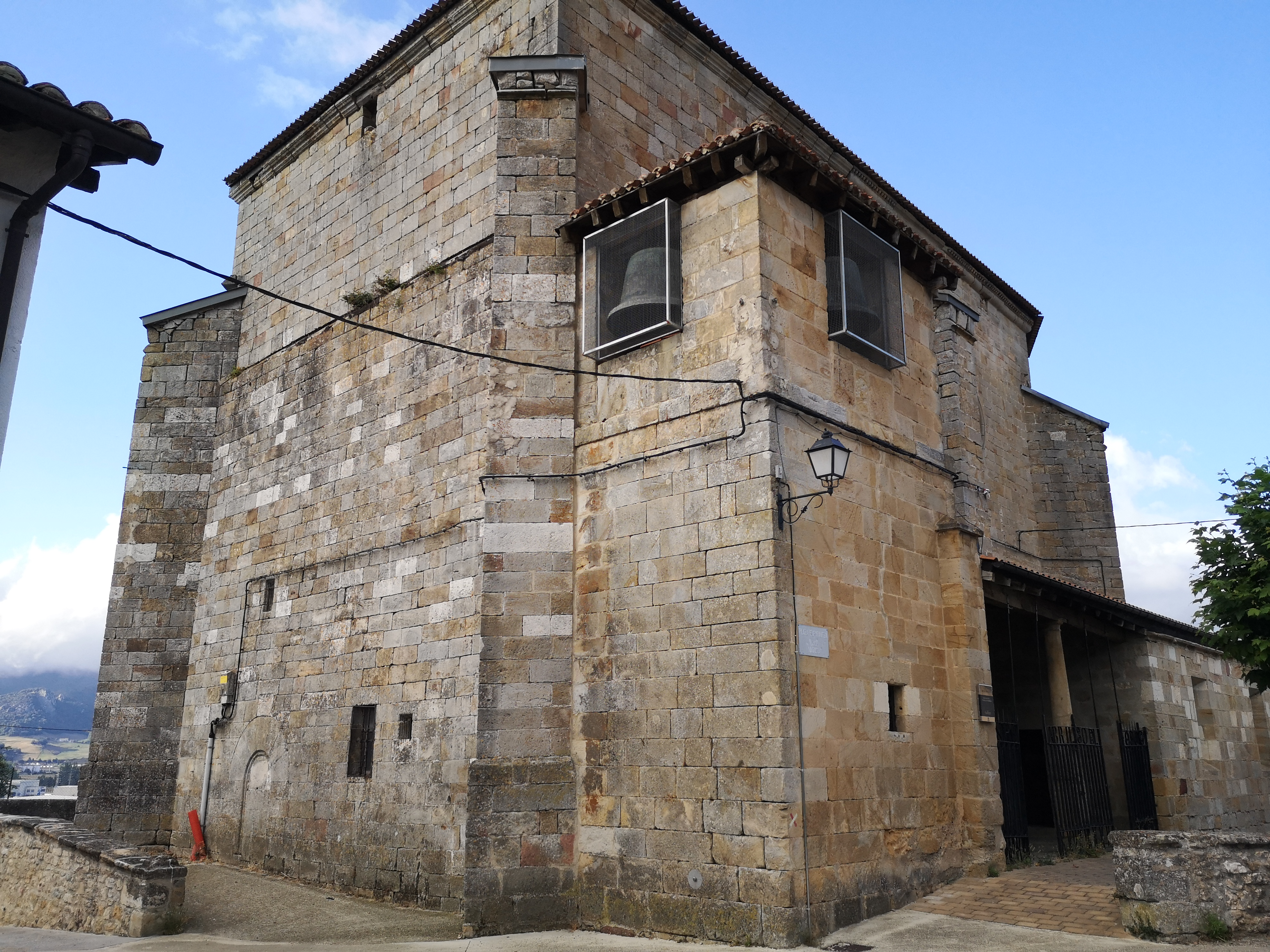
Kirche San Román